# Wirtschaftspaket
Am 1. Januar 1967 wurden bei der Deutschen Post der DDR die teureren Wirtschaftspakete und Wirtschaftspäckchen eingeführt. Sie lösten die Versandart Wirtschafts-Postgut ab. Seit 1990 wurde für sperrige Pakete und Wirtschaftspakete ein Zuschlag von 5,00 DM erhoben. Kostete das Paket bis 5 kg in der 1. Zone 60 Pfg. so kostete das gleiche Paket als Wirtschaftspaket 1,50 Mark.